# Soundtrack to the Streets
| Críticas profissionais | Críticas profissionais |
| Avaliações da crítica  | Avaliações da crítica  |
| Fonte                  | Avaliação              |
| ---------------------- | ---------------------- |
| Allmusic               | [ 1 ]                  |

"Soundtrack to the Streets" é o segundo álbum de estúdio do Disc jockey e rapper Kid Capri, lançado em 17 de novembro de 1998 pelas gravadoras Track Masters, Columbia e SME Records.
O disco tem participações de astros do Hip Hop como Jay-Z, Snoop Dogg, Warren G, Nas, Jermaine Dupri, Busta Rhymes, entre outros.

## Faixas
1. Intro
2. Like That (com Jay-Z)
3. Interlude (com Snoop Dogg & Warren G)
4. Unify (com Snoop Dogg & Slick Rick)
5. The Hit-Off (com Busta Rhymes, Spliff Star)
6. Interlude (com Angie Martinez)
7. Soundtrack to the Streets (com Nas)
8. Interview 1 (com Joe Clair & Common)
9. Freestyle (Ranjahs) (com Ranjahs)
10. My Niggaz (com The Lox & Foxy Brown)
11. Interlude (A Simple Message)
12. Be All Right (com Cam'ron & Jermaine Dupri)
13. Interlude (Phone Sex)
14. When We Party (com Luke)
15. Interlude (Party Time)
16. Loud & Clear (com The Lost Boyz)
17. Block Party (com N.O.R.E. & Big Pun)
18. Hot this Year (com Brand Nubian & Diamond D)
19. Interview 2
20. We're Unified (Track Masters Remix) (com Snoop Dogg & Slick Rick)
21. Freestyle (com Camp Lo)
22. Do or Die (com KRS-One)
23. Interlude (Joe Torey)
24. Follow Me (com Buckshot & Cocoa Brovaz)
25. One on One (com Ras Kass & Punchline)
26. Outro

## Desempenho nas paradas

### Álbum
| Paradas (1998)                                    | Melhor posição |
| ------------------------------------------------- | -------------- |
| Estados Unidos (Billboard 200)                    | 135            |
| Estados Unidos (Billboard Top R&B/Hip Hop Albums) | 25             |

### Singles
Unify
| Paradas (1998)                                  | Melhor posição |
| ----------------------------------------------- | -------------- |
| Estados Unidos (Bubbling Under Hot 100 Singles) | 13             |
| Estados Unidos (Billboard R&B/Hip-Hop Songs)    | 62             |
| Estados Unidos (Billboard Rap Songs)            | 24             |